# Sora no woto
Sora no woto (ソ・ラ・ノ・ヲ・ト? lett. "Il canto del cielo"), abbreviato in SoraWoto, è una serie televisiva anime trasmesso su TV Tokyo e prodotto in collaborazione da A-1 Pictures e Aniplex come prototipo del progetto Anime no Chikara (La forza degli anime) che si propone di creare anime con soggetto originale, cioè non tratti da manga, videogiochi o romanzi. La serie è andata in onda dal 5 gennaio al 22 marzo 2010. Un adattamento manga, scritto da Paradores e disegnato da Yagi Shinba, venne distribuito sulla rivista Dengeki Daioh della casa editrice ASCII Media Works.  

## Trama
La storia si svolge in un ipotetico futuro ove la gran parte della tecnologia è ormai andata perduta; l'ambientazione è quella di un paese arido e devastato dai conflitti, Helvetia, il cui nome è chiaramente ispirato all'antica denominazione della Svizzera. La serie animata si apre sulla protagonista, Kanata Sorami, arruolatasi nell'esercito con il solo scopo di imparare a suonare la tromba, che raggiunge in treno Seize (visivamente ispirata alla città di Cuenca, in Spagna), città della frontiera occidentale, ove sorge una fortezza militare con un piccolo drappello di 5 militari, tutte donne, a montare la guardia contro un nemico sconosciuto.
Sul villaggio grava altresì un'antica leggenda, secondo la quale moltissimo tempo prima furono proprio 5 ragazze locali ad offrire la loro vita per liberare il paese dalla minaccia di un demone assassino. Ed è in loro onore che viene celebrata "La festa dell'acqua" che si svolge nel villaggio proprio il giorno dell'arrivo di Kanata.
A testimonianza del passato, nella fortezza di Seize viene conservato un antico manufatto prodotto dalla tecnologia ormai perduta: il "Take Mizakuchi", una specie di gigantesco robot ora non più funzionante che si sta cercando di riparare.

## I protagonisti
Kanata Sorami (空深 彼方?, Sorami Kanata)
Doppiata da: Hisako Kanemoto
È la protagonista della serie; ha 15 anni e, da quando piccolissima rimase orfana e fu confortata da un'ufficiale donna che suonava la tromba, coltiva un intenso desiderio di imparare a suonare questo strumento. Decide dunque di arruolarsi nell'esercito, unico luogo dove è possibile avere lezioni di musica gratuite. I risultati iniziali sono sconfortanti, ma Kanata possiede l'orecchio assoluto, cioè la capacità di comprendere immediatamente, anche dopo un solo ascolto, quale nota viene prodotta.
Rio Kazumiya (和宮 梨旺?, Kazumiya Rio)
Doppiata da: Yū Kobayashi
Ha 17 anni ed è il sergente maggiore addetto al radiotelefono; si occupa anche di segnalare a tutto il villaggio il momento del risveglio e quello del riposo, suonando la tromba dall'alto della fortezza; diventerà dunque la maestra di musica di Kanata. Risulterà essere la sorellastra della musa ispiratrice di Kanata.
Kureha Suminoya (墨埜谷 暮羽?, Suminoya Kureha)
Doppiata da: Eri Kitamura
Ha 14 anni, è il cannoniere della compagnia, di cui è un membro da anni. Vista la sua esperienza nel gruppo, all'inizio si presenterà come il classico tipo "Tsundere" in quanto rivale di Kanata alla quale contende l'attenzione di Rio.
Noel Kannagi (寒凪 乃絵留?, Kannagi Noeru)
Doppiata da: Aoi Yūki
Ha 15 anni ed è l'autista ed il meccanico della compagnia; è un tipo silenzioso e introverso che tende sempre ad addormentarsi nei momenti più impensati; si dedica assiduamente alla riparazione del Take Mikazuchi. Genio a tutto tondo, lavora senza sosta al ripristino del Take Mizakuchi. Quando era ancora bambina, blandita dai militari guerrafondai, riuscì a ripristinare un laboratorio militare, ricreando un'arma biologica; a causa delle morti causate, sviluppò un trauma.
Felicia Heidemann (フィリシア・ハイデマン?, Haideman Firishia)
Doppiata da: Aya Endō
Ha 18 anni, è il comandante del plotone 1211 ed è in grado di pilotare un carro armato. Amichevole e quasi materna con i sottoposti, che insiste a chiamare per nome, non esita neppure a svolgere, a turno, i lavori più umili. Ha un vecchio rapporto di amicizia e complicità con Rio. Veterana di guerra, porta con sé un trauma sviluppato nella precedente assegnazione.
Yumina (ユミナ?)
Doppiata da: Misato Fukuen
È una specie di sacerdotessa della chiesa locale: nonostante i suoi 16 anni, ha vaste conoscenze mediche e si occupa dei bambini dell'orfanotrofio.
Klaus (クラウス?, Kurausu)
Doppiato da: Unshō Ishizuka
Ha 51 anni, ed è l'ufficiale che regolarmente si occupa di recapitare lettere e provviste al plotone 1211. A causa di una sua somiglianza e di una omonimia, viene spesso scambiato per un eroe di guerra soprannominato "Il lupo del deserto" o "Klaus dei miracoli"; con Kureha non ha mai avuto occasione di chiarire l'equivoco, anche perché lei ha per lui (o meglio per chi crede che sia) una grande ammirazione e non vuole ferirla.
Naomi (ナオミ?)
Doppiata da: Mayuno Yasukawa
Ha 42 anni, è titolare di un negozio di vetro artistico in città, spesso però accompagna il plotone 1211 in missioni di dubbia legalità.
Mishio (ミシオ?) e Seiya (セイヤ?)
Doppiate da: Mayuko Takahashi (Mishio) e Mana Hirata (Seiya)
Rispettivamente 7 e 6 anni, sono due degli orfani di cui Yumina si prende cura; lei è allegra ed estroversa, Seiya, invece, cova un profondo risentimento verso i militari poiché i suoi genitori sono stati uccisi in guerra.
Shuko (シュコ?)
Un assiolo faccia bianca di Temminck, che i membri del plotone 1211 decidono di prendere come loro mascotte dopo averlo ritrovato sperduto e affamato all'interno della fortezza nel II episodio. Per l'esercito di Seize, infatti, questa specie di gufo è quasi un animale simbolo e la sua effigie è riprodotta sulla bandiera e sulle uniformi. Poco prima della messa in onda dell'anime, le particolari tecniche di difesa di questo rapace sono state oggetto di un documentario trasmesso dalla tv giapponese e poi reso famosissimo in tutto il mondo grazie al suo caricamento su YouTube.

## Media

### Anime
L'anime è stato prodotto in collaborazione da A-1 Pictures e Aniplex con lo scopo di riunire creatori per creare una seria animata originale. La serie è stata annunciata 3 agosto 2009 ed è stata trasmessa su TV Tokyo e andata in onda tra il 5 gennaio e il 22 marzo 2010. La direzione della serie fu affidata da Mamoru Kanbe, la composizione della serie da Yabi Shinba, il character design da Toshifumi Akai, la colonna sonora da Michiru Ōshima. 

### Manga
Un adattamento manga, scritto da Paradores e disegnato da Yagi Shinba, è stato serializzato tra gennaio 2010 e giugno 2011 sulla rivista Dengeki Daioh della casa editrice ASCII Media Works. 

### ONA
Due episodi ONA sono stati pubblicati in Giappone rispettivamente il 23 giugno e il 22 settembre 2010.

## Colonna sonora
L'opening della serie è intitolata Hikari no senritsu (光の旋律? lett. "La leggenda della luce") ed è cantata dal gruppo tutto femminile delle Kalafina, di cui fa parte anche Yuki Kajiura, autrice delle colonne sonore di Pandora Hearts e Tsubasa Reservoir Chronicle. Particolarità della sigla di testa è quella di presentare le protagoniste in pose artistiche tratte da quadri di Klimt.
L'ending è intitolata Girls, Be Ambitious e viene interpretata da Haruka Tomatsu.
La colonna sonora di Sora no woto è stata composta da Michiru Ōshima.